# Primera División 1941-1942 (Spagna)
La Primera División 1941-1942 è stata la 11ª edizione della massima serie del campionato spagnolo di calcio, disputata tra il 28 settembre 1941 e il 5 aprile 1942 e concluso con la vittoria del Valencia, al suo primo titolo.
Capocannoniere del torneo è stato Mundo (Valencia) con 27 reti.

## Stagione

### Novità
Le squadre che persero il titolo di Real a causa dell'avvento della Seconda Repubblica Spagnola riacquisirono il titolo. In particolare il Madrid CF tornò a chiamarsi Real Madrid, l'Oviedo tornò alla denominazione Real Oviedo e il Donostia a Real Sociadad.

### Formula
Con l'aumento delle squadre partecipanti a 14 vennero ridefiniti i criteri per la retrocessione in Segunda División: retrocessione diretta per le ultime due classificate, mentre la terzultima e la quartultima si qualificano ad uno spareggio interdivisionale contro la terza e la quarta squadra classificata nel girone finale della Segunda División 1941-1942. Le squadre vincenti guadagnano il diritto di giocare nella prossima stagione di Primera División.

## Classifica finale
|  | Pos. | Squadra             | Pt | G  | V  | N | P  | GF | GS | DR  |
|  | ---- | ------------------- | -- | -- | -- | - | -- | -- | -- | --- |
|  | 1.   | Valencia            | 40 | 26 | 18 | 4 | 4  | 85 | 39 | +46 |
|  | 2.   | Real Madrid         | 33 | 26 | 14 | 5 | 7  | 65 | 43 | +22 |
|  | 3.   | Atlético Aviación   | 33 | 26 | 14 | 5 | 7  | 50 | 44 | +6  |
|  | 4.   | Deportivo La Coruña | 28 | 26 | 12 | 4 | 10 | 36 | 37 | -1  |
|  | 5.   | Celta Vigo          | 28 | 26 | 11 | 6 | 9  | 53 | 58 | -5  |
|  | 6.   | Siviglia            | 27 | 26 | 10 | 7 | 9  | 58 | 45 | +13 |
|  | 7.   | Athletic Bilbao     | 27 | 26 | 10 | 7 | 9  | 55 | 41 | 14  |
|  | 8.   | Castellón           | 26 | 26 | 10 | 6 | 10 | 54 | 63 | -9  |
|  | 9.   | Español             | 26 | 26 | 10 | 6 | 10 | 49 | 42 | +7  |
|  | 10.  | Granada             | 25 | 26 | 10 | 5 | 11 | 64 | 52 | +12 |
|  | 11.  | Real Oviedo         | 23 | 26 | 8  | 7 | 11 | 42 | 63 | -21 |
|  | 12.  | Barcellona          | 19 | 26 | 8  | 3 | 15 | 57 | 66 | -9  |
|  | 13.  | Hércules            | 12 | 26 | 6  | 2 | 19 | 31 | 77 | -46 |
|  | 14.  | Real Sociedad       | 12 | 26 | 5  | 2 | 19 | 33 | 42 | -9  |

Legenda:
      Campione di Spagna.
  Partecipa agli spareggi interdivisionali.
      Retrocesse in Segunda División 1942-1943.
Regolamento:
Due punti a vittoria, uno a pareggio, zero a sconfitta.
In caso di arrivo di due o più squadre a pari punti, la graduatoria verrà stilata secondo la classifica avulsa tra le squadre interessate che prevede, in ordine, i seguenti criteri:
- Punti negli scontri diretti.
- Differenza reti negli scontri diretti.
- Differenza reti generale.
- Reti realizzate in generale.

## Spareggi

### Spareggi interdivisionali
|             | Risultati |             | Luogo e data           |
| ----------- | --------- | ----------- | ---------------------- |
| Real Oviedo | 3-1       | Sabadell    | Madrid, 4 giugno 1942  |
| Barcellona  | 5-1       | Real Murcia | Madrid, 28 giugno 1942 |
|             |           |             |                        |

## Statistiche

### Squadre

#### Capoliste solitarie
|    | ——                | ——                | ——                | ——                | ——                | —— | ——  | —— | ——                | ——                | ——                | ——                | ——                | ——                | ——                | ——  | ——  | ——  | ——       | ——       | ——       | ——       | ——       | ——       | ——       | —— |  |
|    | Atlético Aviación | Atlético Aviación | Atlético Aviación | Atlético Aviación | Atlético Aviación |    | Cel |    | Atlético Aviación | Atlético Aviación | Atlético Aviación | Atlético Aviación | Atlético Aviación | Atlético Aviación | Atlético Aviación |     |     |     | Valencia | Valencia | Valencia | Valencia | Valencia | Valencia | Valencia |    |  |
|    |                   |                   |                   |                   |                   |    |     |    |                   |                   |                   |                   |                   |                   |                   |     |     |     |          |          |          |          |          |          |          |    |  |
|    |                   |                   |                   |                   |                   |    |     |    |                   |                   |                   |                   |                   |                   |                   |     |     |     |          |          |          |          |          |          |          |    |  |
| 1ª | 2ª                | 3ª                | 4ª                | 5ª                | 6ª                | 7ª | 8ª  | 9ª | 10ª               | 11ª               | 12ª               | 13ª               | 14ª               | 15ª               | 16ª               | 17ª | 18ª | 19ª | 20ª      | 21ª      | 22ª      | 23ª      | 24ª      | 25ª      | 26ª      |    |  |

#### Primati stagionali
- Maggior numero di vittorie: Valencia (18)
- Minor numero di sconfitte: Valencia (4)
- Migliore attacco: Valencia (85 reti segnate)
- Miglior difesa: Deportivo (37 reti subite)
- Miglior differenza reti: Valencia (+46)
- Maggior numero di pareggi: Siviglia, Athletic Bilbao, Real Oviedo (7)
- Minor numero di pareggi: Hércules, Real Sociedad (2)
- Maggior numero di sconfitte: Hércules, Real Sociedad (19)
- Minor numero di vittorie: Hércules, Real Sociedad (5)
- Peggior attacco: Hércules (31 reti segnate)
- Peggior difesa: Hércules (77 reti subite)
- Peggior differenza reti: Hércules (-46)